# تربة غدقة
التربة الغدقة أو المائية هي التربة التي تكون مشبعة بالماء بداومٍ أو موسميًا، ما يؤدي إلى ظروف لاهوائية كما هو الحال في الأراضي الرطبة.